# نبرد آکسونا

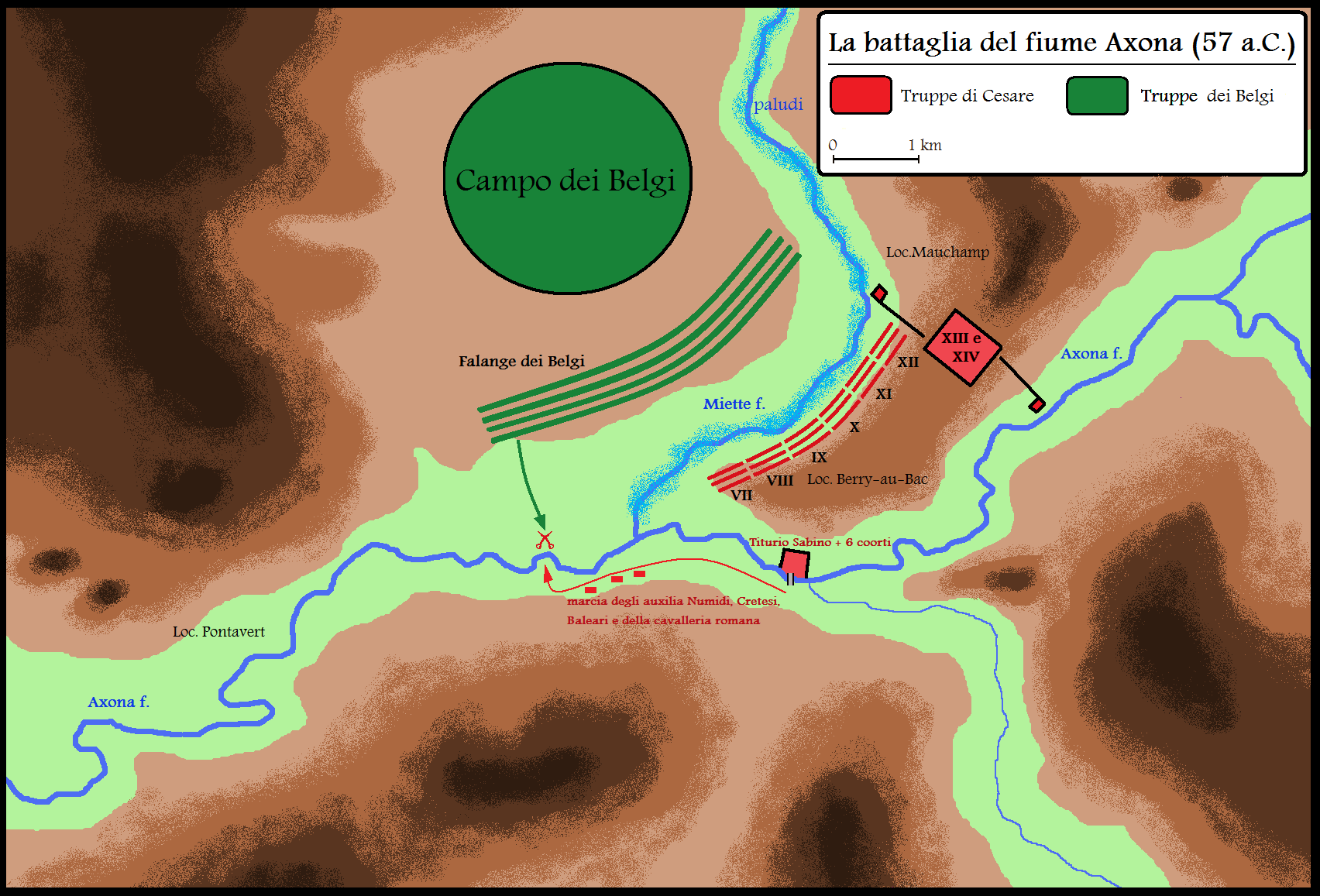
نقشه نبرد آکسونا

نبرد آکسونا (انگلیسی: Battle of the Axona)، نبردی است بین ارتش جمهوری روم به فرماندهی ژولیوس سزار و قبایل بلژ به فرماندهی گالبا در منطقه ان (ا-دو-فرانس) امروزی که با پیروزی رومیان همراه بود.